# Placentia Bay
Die Placentia Bay (französisch Baie de Plaisance) ist eine Meeresbucht in der kanadischen Provinz Neufundland und Labrador. Sie befindet sich am südlichen Ende Neufundlands im Atlantik. Sie wird nach Osten durch die Avalon-Halbinsel begrenzt und nach Westen durch die Burin-Halbinsel.
Die Bucht ist als Tagungsort zwischen dem US-Präsidenten Franklin D. Roosvelt und seinem britischen Amtskollegen Winston Churchill bekannt, die hier im Jahr 1941 die Atlantik-Charta entwickelten.
An der Ostseite der Bucht, in der Siedlung Argentia, befindet sich einer der beiden Fährhäfen auf Neufundland, welche von North Sydney in Nova Scotia aus angesteuert werden.